# 清州ジャンクション
清州ジャンクション（チョンジュ-）は大韓民国忠清北道清州市にある京釜高速道路（1号線）（統営-大田・中部高速道路（35号線）と重複）と唐津-盈徳高速道路（30号線）を結ぶジャンクションである。

## 歴史
- 2007年11月28日 - 清原ジャンクションとして開通
- 2009年5月28日 - 唐津-尚州高速道路側のIC番号変更（17番→18番）
- 2014年12月1日 - 清州ジャンクションに名称変更

## 接続する路線

### ソウル・釜山方面
- 京釜高速道路（22番）、統営-大田・中部高速道路（26番）（重複区間）

### 尚州方面
- 唐津-盈徳高速道路（18番）

## 隣
京釜高速道路、中部高速道路
- 南二JCT - 清州JCT - 南清州IC

唐津-盈徳高速道路
- 南清州IC -  清州JCT - 大清湖IC

座標: 北緯36度33分52.8秒 東経127度25分53.5秒 / 北緯36.564667度 東経127.431528度